# Parc national du Zambèze

Le parc national du Zambèze (anglais : Zambezi National Park) est un parc national situé en amont des chutes Victoria sur le fleuve Zambèze au Zimbabwe. Séparé du parc national des chutes Victoria en 1979, il s'étend sur 56 000 hectares (560 kilomètres carrés). Le parc est traversé par une route menant à Kazungula, qui le divise en un côté riverain du Zambèze, et un côté longeant le Vlei Chamabonda. La majeure partie du parc se trouve dans l'écorégion des forêts zambéziennes et de Mopane, tandis qu'une petite partie au sud se trouve dans les forêts zambiennes de Baïkia.

## Faune
Le parc national du Zambèze accueille une grande variété de grands mammifères, notamment l'éléphant d'Afrique, le lion, le buffle d'Afrique et le léopard. En plus de ces membres charismatiques du « big 5 », on trouve des troupeaux d'antilopes noires,d'élands, de zèbres, de girafes du Sud, de grands koudous, de cobes à croissant et d'impalas. En outre, de nombreuses autres espèces animales plus petites peuvent y être observées.
Plus de 400 espèces d'oiseaux ont été répertoriées dans le parc national du Zambèze. La chouette-pêcheuse de Pel, le bec-en-ciseaux d'Afrique, la cichladuse à collier, le faucon lanier, le héron goliath, le Grébifoulque d'Afrique, la glaréole auréolée et le vanneau à ailes blanches sont considérés comme parmi les oiseaux emblématiques du parc. Outre les oiseaux et les animaux terrestres, le parc abrite 75 espèces de poissons, dont le célèbre poisson tigre,.

## Accès
Le moyen le plus simple d'accéder au parc national du Zambèze consiste à emprunter la Zambezi River Game Drive, un vaste réseau de routes longeant les rives du Zambèze, accessible par la porte principale. Il existe une route Chamabondo Game Drive de 25 kilomètres qui peut emmener le visiteur dans la partie la plus méridionale du parc, plus sauvage, qui commence à 5 kilomètres au sud de la ville de Victoria Falls ; juste à côté de la route principale de Victoria Falls à Bulawayo.